# هريس (كوثر)
هريس هي قرية في مقاطعة كوثر، إيران. يقدر عدد سكانها بـ 173 نسمة بحسب إحصاء 2016.